# Serhij Frolov
Serhij Anatolijovyč Frolov (in ucraino Сергій Анатолійович Фролов?; Zaporižžja, 10 aprile 1992) è un nuotatore ucraino.

## Palmarès
- Europei

Debrecen 2012: bronzo negli 800m sl.
- Europei in vasca corta

Eindhoven 2010: argento nei 1500m sl.
Stettino 2011: bronzo nei 1500m sl.
Chartres 2012: argento nei 1500m sl.
- Universiadi

Shenzen 2011: bronzo nei 1500m sl.
Kazan 2013: argento negli 800m sl e bronzo nei 1500m sl.
Gwangju 2015: oro negli 800m sl e argento nei 1500m sl.
Taipei 2017: bronzo negli 800m sl.
- Europei giovanili

Helsinki 2010: oro nei 1500m sl, argento nei 400m sl e negli 800m sl